# 신경절이후신경섬유

아세틸콜린

노르에피네프린

자율신경계에서는 신경절에서 효과기관까지의 신경 섬유를 신경절이후 신경 섬유(postganglionic nerve fiber) 또는 절후 신경 섬유라고 한다.

## 신경전달물질
신경절이후 섬유의 신경전달물질은 다음과 같이 다르다.
- 부교감신경계의 뉴런은 콜린성이다. 즉, 아세틸콜린은 부교감 신경 경로에서 뉴런 사이의 통신을 담당하는 주요 신경 전달 물질이다.
- 교감신경에서 뉴런은 대부분 아드레날린성이다(즉, 에피네프린과 노르에피네프린이 일차 신경전달물질로 기능한다). 이 규칙에 대한 주목할만한 예외로는 땀샘과 털세움근(입모근)의 교감 신경 분포가 있으며, 여기서 신경절 전후 시냅스의 신경 전달 물질은 아세틸콜린이다. 또 다른 주목할만한 구조는 크롬친화성 세포가 변형된 신경절후 신경으로 기능하는 부신의 수질이다. 에피네프린과 노르에피네프린을 시냅스 틈으로 방출하는 대신 부신 수질의 이들 세포는 카테콜아민을 호르몬으로 혈류로 방출한다.[2] 교감 신경계의 다른 구성 요소와 마찬가지로 이러한 모든 예외 사항은 여전히 콜린성 신경절 이전 섬유에 의해 자극된다.
- 자율신경계의 두 부분 모두에서 신경절 이후 뉴런은 니코틴성 아세틸콜린 수용체를 발현하여 신경절이전신경세포(절전뉴런)로부터 신호를 받는다.[3]

## 같이 보기
- 신경절이전신경섬유 (preganglionic nerve fiber, 절전신경섬유)
- 신경 섬유
- 아드레날린성
- 가쪽회색질기둥 (lateral grey column)